# Anderson Knoll
Der Anderson Knoll ist der südlichste Nunatak der Granite Knolls. Im ostantarktischen Viktorialand ragt er 1,5 km südlich des Hauptmassivs unweit des Blue Glaciers auf.
Das Advisory Committee on Antarctic Names benannte den Nunatak nach dem Ingenieur Klaus Gote Anderson (1922–1991), der als Mitglied des United States Geological Survey zwischen 1968 und 1969 an der Einrichtung geodätischer Vermessungsstationen in unterschiedlichen Gebieten Antarktikas beteiligt war.